# Johann Evangelist Fürst

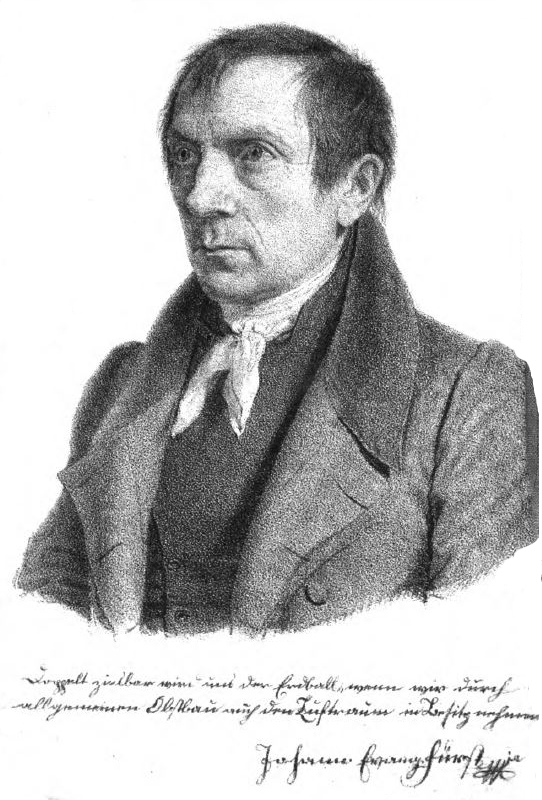
Porträt von Johann Evangelist Fürst

Johann Evangelist Fürst (* 28. Dezember 1784 in Frauendorf bei Vilshofen; † 11. November 1846 in Au) war ein bayrischer Zollbeamter, Unternehmer und Autor.

## Leben und Familie
Johann Evangelist Fürst wurde am 28. Dezember 1784 in Frauendorf bei Vilshofen als sechstes Kind des Bauern Michael Fürst (* 1744) und seiner Frau Katharina, geborene Huber, der Tochter eines Bauern aus Hagenham, geboren. Sein Urgroßvater, ein Landwirt und Schneider, hatte im Jahr 1701 den Glockenhof, einen kleinen Bauernhof in Frauendorf gekauft, der seitdem von der Familie Fürst bewirtschaftet wurde.
Johann Fürsts Mutter starb zwei Jahre nach seiner Geburt. Sein Vater brachte ihm als Kind Lesen bei. Da der abgelegene Weiler Frauendorf nur aus vier Gehöften bestand, konnte Johann keine öffentliche Schule besuchen und erhielt stattdessen zunächst unregelmäßig Privatunterricht. Er besuchte sogenannte Winkelschulen in den umliegenden Dörfern und legte vor dem Pfarrer von Vilshofen eine Prüfung ab. Da er sich dabei als guter Schüler erwies, erhielt er ab 1797 zur Vorbereitung auf das Gymnasium trotz des anfänglichen Widerstands des Vaters Unterricht beim Stiftskaplan und im Folgejahr bei Pfarrer und Dekan Georg Fürst in Aicha vorm Wald, einem Verwandten der Familie. Ab dem Herbst 1799 besuchte er das bischöfliche Gymnasium in Passau, wo er bald der zweitbeste Schüler der Klasse war. In Passau machte er die Bekanntschaft des Buchhändlers und Bibliothekars Anton Pustet, dem Vater seines späteren Freundes und Verlegers Friedrich Pustet.
Im Herbst 1803 wechselte Johann Fürst im Alter von 19 Jahren gegen den Willen seines Vaters an das (heutige) Wilhelmsgymnasium in München, das er 1804 abschloss. Da er hier in München seine spätere Ehefrau Barbara Lobwasser kennenlernte, brach er die Ausbildung zum Geistlichen ab und wechselte auf das weltliche Lyzeum, auf dem er Kurse in Logik, Mathematik und Philosophie belegte, um sich auf ein Studium an der Universität vorzubereiten. Als jedoch bekannt wurde, dass er eine Beziehung zu Barbara Lobwasser unterhielt, verwies ihn der Schuldirektor Cajetan von Weiller, ein katholischer Theologie- und Philosophieprofessor, der Schule, vermittelte ihm aber eine Stelle in der Hofbibliothek. Dadurch war es Johann Fürst möglich, das Lyzeum weiter als Volontär zu besuchen und Kurse in Ästhetik, Naturlehre, Pädagogik, Moralphilosophie, Theologie, Mineralogie, Physik und Chemie zu belegen. Durch seine Arbeit in der Bibliothek lernte er einige einflussreiche Männer der Münchner Aufklärung persönlich kennen, darunter den Direktor der Bücherzensurkommission Lorenz Westenrieder.
1805 fand Fürst Anstellung als Beamter bei der Zollverwaltung in München und heiratete am 12. Oktober 1805 Barbara Lobwasser. Ab 1808 arbeitete er als Obermaut- und Hallamts-Kontrolleur in Lauingen an der Donau, zwei Jahre später wechselte er als Beimaut-Beamter nach Medlingen und danach als erster Wagmeister nach Augsburg. 1815 trat er schließlich eine Stelle als Halloberbeamter (Zollamtsvorstand) in Straubing an.
Johann Fürst hatte auch während seiner Beamtentätigkeit stets ein Interesse an der Landwirtschaft. An seinen wechselnden Dienststellen konnte er in den verschiedenen Gegenden Bayerns unterschiedliche landwirtschaftliche Wirtschaftsweisen kennenlernen. Auch nach dem Kauf des väterlichen Gutes Frauendorf von seinem Bruder behielt er zunächst seine Anstellung als Beamter, um den Kauf finanzieren und den Bruder auszahlen zu können. 1819 wurde er allerdings in den vorzeitigen Ruhestand versetzt, weil ihm vorgeworfen wurde, zur Finanzierung des Druckes seines ersten Buches Amtsgelder veruntreut zu haben. 1823 wurde er zwar begnadigt, aber endgültig aus dem Staatsdienst entlassen.
Fürsts Ehefrau Barbara starb am 14. März 1817, nachdem sie erst im November des Vorjahres in Straubing eine Tochter entbunden hatte. Am 9. Dezember 1821 heiratete Fürst in zweiter Ehe Therese Sailer (* 1795), die Tochter des Hofbesitzers und Badinhabers Peter Sailer aus Adelholzen im Chiemgau. Sein Schwiegervater betrieb ebenfalls Obstbau und bewirtschaftete seinen Hof mit fortschrittlichen landwirtschaftlichen Methoden. Er veröffentlichte später Artikel in Fürsts Garten- und Bauernzeitung.
Im Alter litt Johann Evangelist Fürst zunehmend an Krankheiten und reiste im Herbst 1846 nach München, um sich dort von seinem Sohn Karl August (* 1807) untersuchen und behandeln zu lassen. Er starb am 11. November 1846 im Alter von 61 Jahren in Au bei München.
Von seinen zwischen 1806 und 1835 geborenen Kindern überlebten vier aus der ersten und acht aus der zweiten Ehe. Seine 1806 geborene Tochter Anna gab eine Ergänzung zu Fürsts Buch heraus, sein Sohn Eugen (* 1822, † 1877) führte nach seinem Tod den Hof und die Gartenbaugesellschaft in Fürsts Sinne weiter.

## Gut Frauendorf

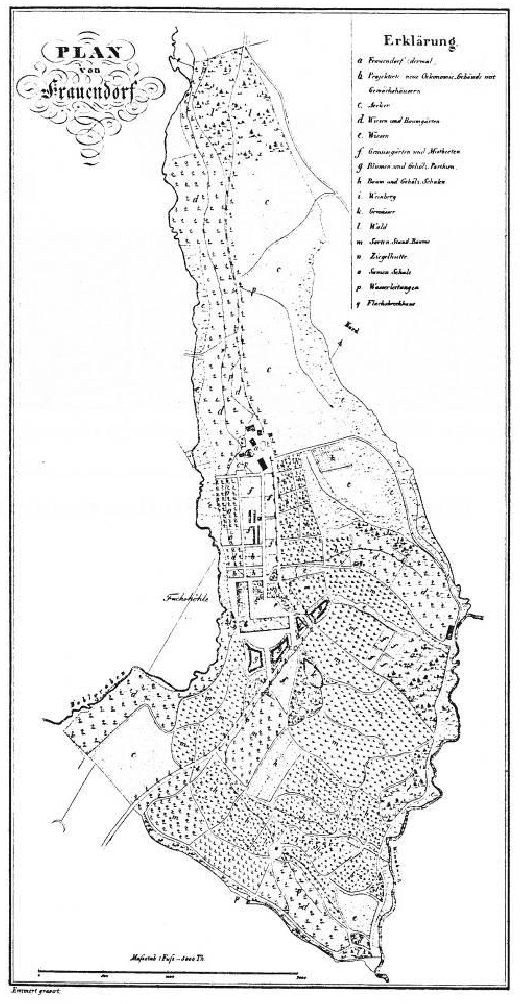
Idealplan des Mustergutes Frauendorf von 1841

Bereits im März 1802 übertrug Michael Fürst den Hof an seinen ältesten Sohn Simon. Johann Evangelist und seine Schwester erhielten für ihren Erbteil jeweils 700 Gulden ausbezahlt, die Fürst zur Finanzierung seines Schulbesuches verwendete.
Schon wenige Jahre nach der Hofübernahme geriet Simon Fürst mit der Bewirtschaftung des väterlichen Hofes in finanzielle Schwierigkeiten und konnte die Austragszahlungen für den Vater nicht mehr leisten, weshalb dieser ab 1806 bei Johann Evangelist wohnte. Simon bat seinen Bruder mehrmals um Geld; da dieser aber nur ein kleines Beamtengehalt bezog und zudem seine eigene wachsende Familie unterhalten musste, konnte er dem Bruder nicht helfen.
In München hatte Johann Evangelist die Theorie der Physiokratie kennengelernt, nach der die landwirtschaftliche Produktion die Basis für den Wohlstand eines Staates bildet. Er kannte außerdem die Theorien zur rationelleren Landwirtschaft von Albrecht Daniel Thaer. Fürst war der Meinung, dass die schlechte wirtschaftliche Situation der ländlichen Bevölkerung vor allem auf die veralteten Wirtschaftsmethoden in der Landwirtschaft zurückzuführen waren, was wiederum an der fehlenden Bildung und dem mangelnden Fachwissen lag. Da der Beruf des Landwirtes anderes als bei Handwerksberufen kein Lehrberuf war, wurde das Wissen lediglich vom Vater an den Sohn weitergegeben, weshalb sich neue Erkenntnisse und Anbaumethoden kaum in der landwirtschaftlichen Praxis niederschlugen.
Er führte auch die wirtschaftlichen Probleme seines Bruders darauf zurück, dass dieser den Hof mit unmodernen und unrentablen Methoden bewirtschaftete, weshalb er ihm wiederholt praktische Verbesserungsvorschläge unterbreitete. So schlug er vor, neben dem traditionellen Getreide- und Futterbau, auch Hopfen, Gemüse und Obst anzubauen sowie eine Imkerei zu betreiben. Doch erst mit der Agrarkrise, die 1816/17 nach Missernten zu Hungersnöten, einer Verknappung und damit extremen Teuerung von Getreide und schließlich zu einem Höfesterben führte, war Simon bereit, die Ratschläge seines Bruders anzunehmen. Johann Fürst stellte Mitte Juli 1816 Johann Nepomuk Schönberger, einen Gärtner aus Straubing sowie einen Gärtnergehilfen ein, die Simon bei der Bewirtschaftung und Umstrukturierung des Hofes helfen sollten. Dem Anstellungsvertrag nach unterstand Schönberger direkt den Anweisungen Johann Fürsts und sollte neben den gärtnerischen Tätigkeiten an Feiertagen und während der Winterzeit Simons Kinder in Lesen, Schreiben und Rechnen sowie in Religion und Obstbau und Imkerei unterrichten. Simon Fürst widersetzte sich aber schon bald den geplanten Modernisierungen, weshalb sich die Brüder 1816 einigten, dass Johann Fürst seinem Bruder den verschuldeten Hof für 4.000 Gulden, die in vier Jahresraten zu je 1.000 Gulden zu zahlen waren, abkaufte. Für diese Zeit sollte Simon mit seiner Familie weiter auf dem Hof wohnen und diesen verwalten.
Fürst begann, den Hof zum Mustergut nach dem Vorbild des Gutes Hofwil des Schweizers Philipp Emanuel von Fellenberg auszubauen. Insbesondere pflanzte er Obstbäume und Beerenobst an. Schon 1818 kaufte er für 2.500 Gulden einen zweiten Hof in Frauendorf. Sein Bruder Simon boykottierte jedoch die beiden angestellten Gärtner, weshalb sie schließlich kündigten. Nach Ablauf der vereinbarten vier Wirtschaftsjahre konnte Johann Fürst, der in der Zwischenzeit nach Vilshofen gezogen war, ab 1820 endlich allein über das Gut verfügen, das nach der Entlassung aus dem Staatsdienst nun seine hauptsächliche Einnahmequelle war.
Im August 1825 und im März 1826 kaufte Fürst die beiden anderen Frauendorfer Höfe für 3.000 bzw. 4.000 Gulden, womit er der alleinige Besitzer des Ortes Frauendorf war. Zum Gut gehörte damit eine Fläche von rund 119 Hektar Grund (350 Tagwerk). Das Gut entwickelte sich zu einem bedeutenden Arbeitgeber und Wirtschaftsfaktor für die ansonsten strukturschwache Region. Trotzdem war die wirtschaftliche Situation nicht immer einfach; durch das große Gut hatte Fürst auch enorme Ausgaben zu bestreiten. So beschäftigte er bis zu 150 Mitarbeiter, die zum überwiegenden Teil als Tagelöhner angestellt wurden. Er unternahm erhebliche Investitionen in den Ausbau des Frauendorfer Mustergutes, dessen Bodenqualität nur mäßig war. So ließ er große Waldflächen roden, um sie als Ackerland zu nutzen, leitete 1827 einen Bach zur Bewässerung seiner Plantagen-Anlagen um und ließ die Straße nach Frauendorf ausbauen.
In einem Bericht an den Passauer Regierungsdirektor Ferdinand Freiherr von Andrian-Werburg aus dem Jahr 1827 berichtete Fürst, dass er die Grundstücke in Frauendorf für insgesamt 17.000 Gulden gekauft hatte und dann insgesamt 70.000 Gulden für den Ausbau des Gutes investiert hatte. Dem standen Einnahmen von 30.000 Gulden gegenüber; der Hof war mit 9.000 Gulden Schulden belastet. Bis 1832 wuchsen die Hypothekenschulden auf 16.000 Gulden. Dies war vor allem durch die in den 1830er Jahren stark rückgängigen Einnahmen aus dem Obstbaum- und Zeitschriftenverkauf bedingt. Fürst bat den Staat mehrfach um finanzielle Unterstützung, die ihm jedoch nur ein einziges Mal im Zusammenhang mit der Genehmigung der Zeitschrift Der Obstbaumfreundes im Juli 1827 gewährt wurde, als er zur Einrichtung einer eigenen Druckerei ein zinsloses Darlehen in Höhe von 3.000 Gulden aus dem Industriefonds erhielt. Die Rückzahlung wurde Ende 1832 ausgesetzt, erst Johann Evangelists Sohn Eugen tilgte diese Belastung durch Aufnahme eines Bankkredits im Jahr 1875.
Fürst versuchte ständig, weitere Einnahmequellen zu erschließen. So versuchte er zu Beginn der 1830er Jahre, eine Druckerei- und Buchhändlerkonzession zu bekommen, und plante, eine Aktiengesellschaft zur Beförderung des Gartenbaues zu gründen. Beide Vorhaben wurden jedoch von der staatlichen Behörde abgelehnt. Im August 1838 drohte dem Hof Frauendorf die Versteigerung. Fürst konnte diese aber abwenden, und es gelang ihm, wieder zunehmend mehr Zeitschriften abzusetzen, so dass das Gut 1840 nur noch mit einer einzigen privaten Schuldforderung belastet war. Im Juni 1844 verwüstete dann aber ein Orkan mit Hagelschlag die Baumschulbestände des Gutes Frauendorf und richtete auch an mehreren Wirtschaftsgebäuden erheblichen Schaden an. Die Schadenshöhe betrug ca. 15.000 Gulden. Im darauffolgenden strengen Winter wurden viele der noch vorhandenen verkaufsfähigen Pflanzen durch Frostschäden vernichtet. Trotz seines vorgerückten Alters und seiner mittlerweile angeschlagenen Gesundheit versuchte Fürst, das Gut wieder aufzubauen.
Mit der im Jahr 1841 im Verlag Pustet in Regensburg erschienenen, vierbändigen „Gründungs-Geschichte Frauendorfs mit allen seinen Institutionen und Zwecken.“ gab Fürst eine umfangreiche Beschreibung seines Lebenswerks heraus, wobei der 3. und 4. Band lediglich das Mitgliederverzeichnis der Gartenbau-Gesellschaft und eine Liste der Vereine und Gesellschaften, denen Johann Fürst selbst angehörte, sowie ein Pflanzenverzeichnis von Frauendorf enthielten. Der zweite Band enthielt einen Plan des Gutes Frauendorf, bei dem es sich allerdings um einen Idealplan handelt, der auch Einrichtungen und Anlagen zeigt, die zum Zeitpunkt der Veröffentlichung lediglich projektiert waren.
Nach Fürsts Tod im Jahr 1846 erbten seine Kinder Gut Frauendorf in Erbengemeinschaft. Es wurde durch seinen Sohn Eugen Fürst (* 1822; † 1877), einen ausgebildeten Buchdrucker, weitergeführt. Dieser übernahm von seinem Vater auch den Vorsitz in der Gartenbaugesellschaft. Wegen Uneinigkeiten innerhalb der Erbengemeinschaft wurde das Anwesen allerdings 1852/53 versteigert. Eugen Fürst konnte 1855 zwar einen Teil des Grundbesitzes zurückkaufen, der Fürst'sche Stammhof Gut Glockenhof blieb jedoch in fremdem Besitz. Auf dem zurückgekauften Gelände betrieb Eugen Fürst zunächst weiter eine erfolgreiche Versandgärtnerei. Nach seinem Tod im Jahr 1877 erbten seine Söhne Albert und Willibald das Anwesen. Die Brüder zerstritten sich allerdings, und Albert baute im nahen Schmalhof eine konkurrierende Gärtnerei auf. Willibald führte den großväterlichen Betrieb weiter und übernahm bis 1894 auch die Redaktion der Vereinigten Frauendorfer Blätter. Er ließ auf dem Frauendorfer Gelände ein schlossartiges Gebäude errichteten und betrieb neben der Gärtnerei auch eine Ausflugsgaststätte.
Mit dem Tod von Willibald Fürst erlosch der Name Fürst 1920 in Frauendorf. Seine drei Töchter ließen das Anwesen schließlich 1929 versteigern. In den 1930er-Jahren wurde es an eine Heilpraktikerin verkauft, die den Hof durch einen Gutsverwalter bewirtschaften ließ, der den Gutsbetrieb nach dem Zweiten Weltkrieg übernahm. Die Ausflugsgaststätte wurde zunächst weiter betrieben, bis die neuen Eigentümer das Hauptgebäude in den 1960er-Jahren in eine Pension umbauten.

### Baumschule und Gärtnerei
Trotz des für damalige Verhältnisse sehr großen Gutes war Fürsts Intention nicht die reine Gewinnmaximierung, er verfolgte vielmehr das Ziel die Obstkultur in Bayern unter dem Motto Das ganze Land ein Garten zu verbreiten. Deshalb legte er in Frauendorf eine Baumschule an, in der er alle zur damaligen Zeit bekannten Obstsorten anpflanzen und über die Abgabe von Edelreisern und den Verkauf von Bäumen verbreiten wollte.
Gleich nach dem Erwerb des Hofes bestellte er bei der renommierten Baumschule Baumann Freres in Bollwiller die ersten 200 Obstbäume. Im Frühjahr 1820 stellte er Herbert Rudolph Diecker, den ehemaligen Schlossgärtner von Irlbach bei Straubing, ein, der über pomologische und obstbauliche Fachkenntnisse verfügte. Fürst schickte ihn ab dem Herbst des Jahres 1820 durch ganz Bayern, um Informationen über den Stand der Obstkultur zu sammeln und seine Erfahrungen mit anderen Bauern und Gärtnern auszutauschen. Diecker unterhielt enge Verbindungen zu führenden Pomologen, so z. B. dem Diezer Arzt Adrian Diel, dem Kronberger Pfarrer Johann Ludwig Christ, dem Thüringer Pfarrer Johann Volkmar Sickler und dem fränkischen Adeligen Christian Freiherr Truchseß von Wetzhausen. Über diese Kontakte konnte Fürst direkt von Pomologen sowie aus verschiedenen Baumschulen im In- und Ausland zahlreiche Sorten von Kern- und Steinobst für seine Baumschule beziehen und dort vermehren. Der Kirsch-Pomologe Truchseß von Wetzhausen schickte ihm 1824 Edelreiser seines gesamten Kirschsortimentes, nannte Fürst seinen Adoptiv-Sohn im Sinne des Erbes seiner pomologischen Arbeit und verwies alle Interessenten an seiner Sammlung an Fürsts Frauendorfer Baumschule.
Schon 1827 bot Fürst ca. 1.500 verschiedene Obstsorten zum Verkauf an, die er auch in das europäische Ausland versendete. 1841 war das Sortiment auf über 3.000 verschiedene Sorten, darunter 1.429 Apfel- , 841 Birnen-, 297 Kirschen- und 203 Rebensorten angewachsen. Hinzu kamen noch über 1.400 verschiedene Gehölze und Sträucher und fast 600 verschiedene Rosensorten.
Nachdem sich Fürst zunächst vor allem auf den Obstbau konzentrierte, erweiterte er bald das Sortiment der Gärtnerei um Rosen, Ziersträucher sowie Blumen- und
Gemüsesamen. Außerdem bot er auch Pflanzkartoffeln, Saatgetreide und Forstpflanzen an. Er betrieb die Gärtnerei vorwiegend als Versandgeschäft, wobei die von ihm herausgegebenen Zeitschriften als Katalog dienten. Der Versand erfolgte vor allem über die Donaulände in Vilshofen.

## Praktische Gartenbaugesellschaft in Bayern zu Frauendorf
Fürst gründete 1823 unter der Protektion von Königin Karoline die Praktischen Gartenbau-Gesellschaft in Frauendorf, deren Statuten im Dezember 1826 von der königlichen Regierung genehmigt wurden. Als Vorbild diente ihm die 1804 in England gegründete Horticultural Society of London. Sein Ziel war die praktische Aufwertung von Obst- und Gartenbau, die neben Ackerbau und Viehzucht die gleichberechtigte Grundlage der Landwirtschaft werden sollten. Über das Vereinsorgan, die ab 1823 wöchentlich erscheinende Allgemeine deutsche Garten-Zeitung wurden neue Erkenntnisse verbreitet. Alle Mitglieder waren eingeladen, Beiträge in der Zeitschrift zu veröffentlichen. Über die Gesellschaft, deren Sitz sein zum Mustergut ausgebauter Hof war, vertrieb Fürst auch Gärtnereiprodukte für den Obst-, Gemüse- und Blumenanbau sowie Pflanzen aus seiner Baumschule. Über die Gesellschaft gab er deshalb einen Pflanzenkatalog heraus und die Mitglieder konnten Samen und Pflanzen zum halben Preis beziehen. Mitglieder konnten in der Vereinszeitschrift eigene Pflanzenzüchtungen vorstellen und Samen zur weiteren Verbreitung über die Gesellschaft einschicken. Die Allgemeine deutsche Garten-Zeitung, die von den Mitgliedern extra bestellt und bezahlt werden musste, war für Fürst von großer wirtschaftlicher Bedeutung. Zum einen überstiegen die Einnahmen aus dem Zeitschriftenabonnement zeitweise sogar die Einnahmen aus der Gärtnerei, zum anderen diente ihm die Zeitschrift als wichtiger Werbeträger, da er hierin oft seitenweise Verzeichnisse der zu verkaufenden Pflanzen und Sämereien abdruckte.
Für die Aufnahme in der Gartenbau-Gesellschaft, die jedem offenstand, erhob Fürst eine einmalige Aufnahmegebühr in Höhe von 3 Gulden, was für damalige Verhältnisse sehr günstig war. Im Gründungsjahr 1823 hatte die Gesellschaft knapp 300 Mitglieder, im Jahr 1830 waren es schon ca. 1.500 und 1844 besaß die Gesellschaft schließlich 2.150 Mitglieder, darunter 84 Ehrenmitglieder und zahlreiche Mitglieder im Ausland. Später wuchs die Gesellschaft sogar auf über 5.000 Mitglieder.
Die Mitglieder kamen aus den verschiedensten Ständen und Berufen, allerdings waren kaum Bauern darunter, die Fürst eigentlich vor allem erreichen wollte. Name, Beruf
und Wohnort der Mitglieder wurden in der Allgemeinen deutschen Gartenzeitung veröffentlicht, damit die Mitglieder untereinander Kontakt aufnehmen und sich austauschen konnten.
Die Gartenbaugesellschaft wurde Johann Fürst als Vorstand geleitet, der alleinig berechtigt war, die Statuten zu ändern und zusammen mit einem von ihm bestimmten Sekretär Geschäfte der Gesellschaft führte. Wahlen und Versammlungen der Mitglieder fanden nicht statt.

## Tätigkeit als Autor und Herausgeber

### Der verständige Bauer Simon Strüf

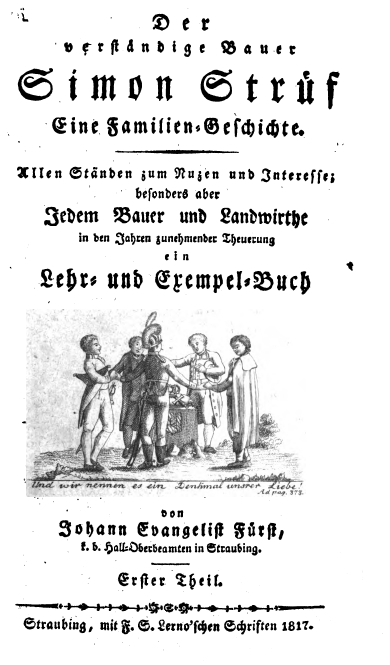
Titelseite Der verständige Bauer Simon Strüf. (1817)

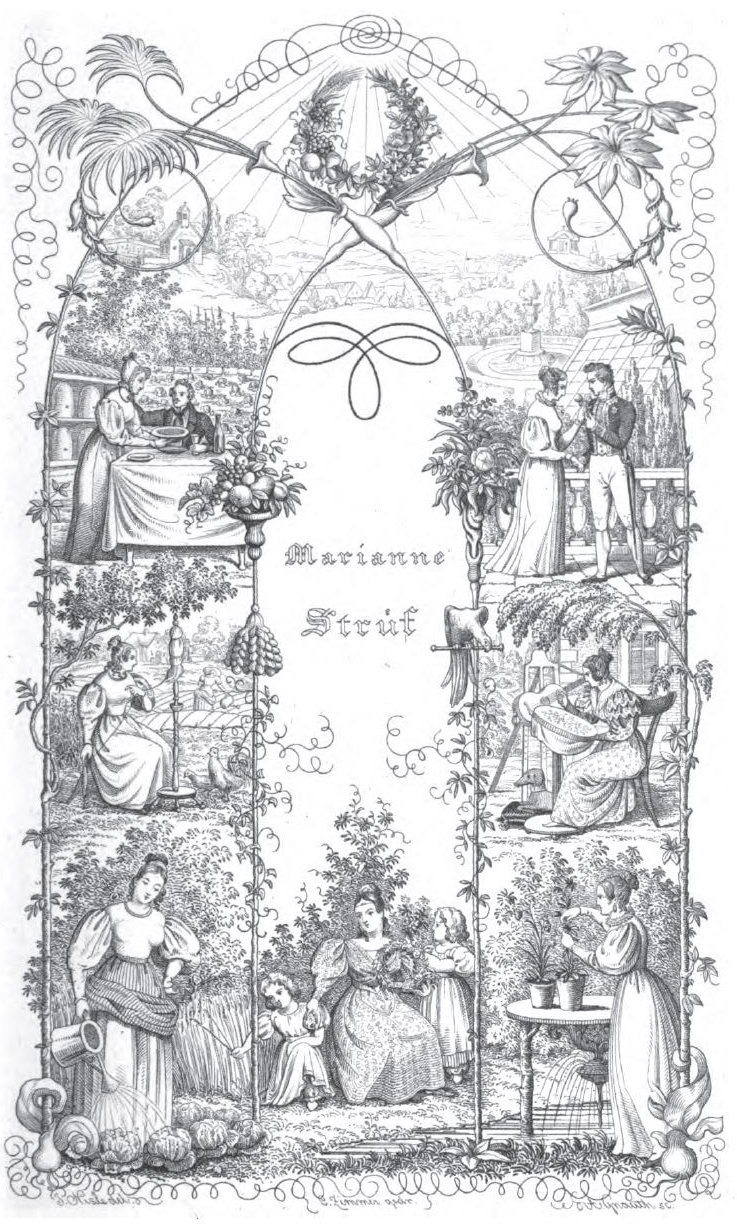
Titelbild des Buches Marianne Strüf, 1835

Um nach dem Kauf des Hofes das Geld für die Zahlungen an seinen Bruder zu verdienen, behielt Johann Evangelist Fürst zunächst seine Stellung bei der Zollverwaltung in Straubing und schickte lediglich seine schwangere Frau mit vier Kindern nach Frauendorf. Da er die ausstehende Summe allein aus seinem Beamtengehalt nicht aufbringen konnte, beschloss er, als weitere Einnahmequelle ein Buch herauszugeben. Obwohl er 1816 offenbar bereits ein Manuskript zu einem Praktischen Handbuch für das im Königreiche Bayern bestehende Zoll- und Maut-Wesen. ausgearbeitet hatte, beschloss er, ein Buch über Landwirtschaft zu verfassen, da er sich hierfür einen größeren Leserkreis und damit auch bessere Verdienstmöglichkeiten ausrechnete. Innerhalb von nur einem halben Jahr verfasste er ein zweibändiges, mehr als 1.000 Seiten umfassendes Werk mit dem Titel:

„Der verständige Bauer Simon Strüf. Eine Familien-Geschichte. Allen Ständen zum Nutzen und Interesse; besonders aber jedem Bauer und Landwirthe in den Jahren zunehmender Theuerung ein Lehr- und Exempel-Buch, worin sonnenklar gezeigt wird, wie die Erträgnis des geringsten Gutes in kurzer Zeit unendlich erhöht werden kann, wenn die Haus-, Feld- und Gartenwirtschaft, die edle Obst- und wilde Baum-, Vieh- und Bienenzucht, der Futterkräuter-, Flachs-, Ölpflanzen-, Hopfen- und Tabakbau, die Wiesenverbesserungsmethoden, die Vermehrung des Düngers etc. etc. nach den besten praktischen Verbesserungserfahrungen betrieben werden. Mit mehr als hundert anderen sehr nützlichen und einträglichen Nebenhilfsmitteln.“

Das Buch war in Form eines Bauernromans in leicht verständlicher Sprache verfasst und enthielt mehrere Illustrationen. Fürst wollte in der Tradition der Hausväterliteratur auf eine unterhaltsame und gleichzeitig moralisierende Weise die praktischen Vorteile moderner landwirtschaftlicher Methoden aufzeigen, mit denen seiner Meinung nach erhebliche Ertragssteigerungen erzielbar waren.
In dem Buch wird die Geschichte der Familie des fleißigen und den modernen landwirtschaftlichen Methoden gegenüber aufgeschlossenen Bauern Simon Strüf erzählt, wobei der Nachname der Hauptperson ein Anagramm zu Fürst ist und somit sehr deutlich auf Johann Fürsts Bruder abzielt. In die erzählende Romanhandlung sind immer wieder Passagen mit erklärenden und belehrenden Sachtexten eingeschoben.
Obwohl bereits 1802 in Bayern die allgemeine Schulpflicht eingeführt worden war, herrschte in der Bevölkerung immer noch eine hohe Analphabetenquote. Um die breite Bevölkerung zu erreichen, brauchte das Buch deshalb geeignete Vermittler wie Landpfarrer, Landbeamte und Schullehrer. Da Fürst das Buch im Eigenverlag herausgab, versuchte er das Risiko der hohen Druckkosten abzumildern, in dem er Subskriptionen anbot, für die er in Inseraten warb, woraufhin er statt der erwarteten 500 sogar 4.000 Vorbestellungen erhielt. Die Subskribenten wurden in der ersten, dem bayrischen König Maximilian I. Joseph gewidmeten Auflage namentlich aufgelistet, wodurch Fürst wohl weitere Personen der entsprechenden Berufsgruppen zum Kauf bewegen wollten. Das Buch kostete 2 Gulden und 30 Kreuzer. Mehrfach-Abnehmer erhielten Freiexemplare, Landwirten wurde ein einjähriger Zahlungsaufschub gewährt. Schon 1819 erschien eine zweite vermehrte und verbesserte Auflage; die dritte Auflage wurde 1821/23 durch einen dritten, die fünfte Auflage von 1841 durch einen vierten Band ergänzt.
Zum Erscheinen des Simon Strüf im Jahr 1817 gab Fürst ebenfalls auf eigene Kosten eine 16-seitige Broschüre heraus, in der die wesentlichen Inhalte seines Hauptwerkes zusammengefasst waren, von der er 21.000 Exemplare zum Teil als Gratis-Beigabe zum Buch verschickte.
1835 veröffentlichte Fürsts Tochter Anna Fürst (* 1805) als „Seitenstück zu Simon Strüf“ das zweibändige Buch Marianne Strüf, das sich als „ein wirthschaftliches Haus- und Lesebuch für Frauen und Töchter jeden Standes“ verstand und durch ein Kochbuch als dritten Band ergänzt wurde. Auch dieses Werk war sehr erfolgreich und erreichte fünf Auflagen.

### Zeitschriften

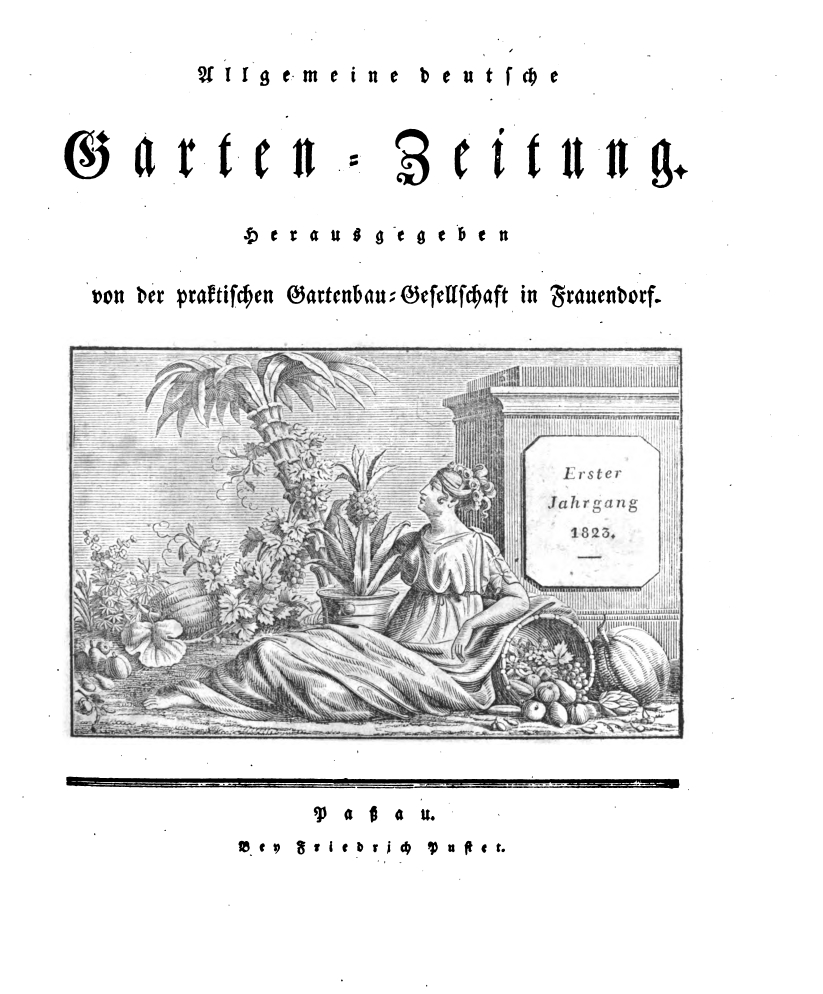
Titelseite der ersten Ausgabe der Zeitschrift Allgemeine deutsche Garten-Zeitung (1823)

Johann Evangelist Fürst war ein Aufklärer, der vom Fortschritt und den Vorteilen der modernen Methoden der Landwirtschaft überzeugt war. Er forderte für Bauern eine Ausbildung ähnlich wie bei Handwerkern einschließlich einer Wanderzeit, in der die Auszubildenden durch Erfahrungen in anderen Gegenden ihre Kenntnisse erweitern sollten. Durch die Herausgabe von landwirtschaftlichen und gartenbaulichen Wochenzeitungen wollte er auf die ländliche Bevölkerung einwirken, in dem er aktuelle Informationen und nützliche Ratschläge verbreitete. Derartige Blätter erschienen oft am Samstag, damit wichtige Informationen von den Pfarrern am Sonntag in den Predigten verbreitet und in den Wirtshäusern diskutiert werden konnten.
Ab Januar 1819 gab Fürst die wöchentliche Zeitschrift Bauernzeitung aus Frauendorf heraus, die jeweils 8 Seiten umfasste und 2 Gulden 24 Kreuzer im Jahresabonnement kostete. Johann Evangelist Fürst war Herausgeber, Redakteur und Verleger und trug damit das alleinige wirtschaftliche Risiko, der Druck erfolgte in Passau. Ab 1822 übernahm der Verlag von Fürsts Freund Friedrich Pustet die Herausgabe, wodurch die Zahl der Abonnenten von 900 auf 1.300 stieg, die vor allem aus Bayern und Österreich kamen. Bereits im Jahr 1823 betrug die Auflage 3.000 Stück.
Die Artikel wurden durch Geistliche, Beamte, Lehrer, Gutsbesitzer, Ärzte und Gärtner verfasst und behandelten neben den landwirtschaftlichen Themen auch Fragen der Gesundheitspflege, Kindererziehung und Führung von Dienstboten. Das Hauptthema blieb aber der Obst- und Gartenbau. Die Ausgaben eines Jahrgangs konnten durch ein alphabetisches Inhaltsverzeichnisses zusammen als enzyklopädisches Nachschlagewerk verwendet werden. 1831 wurde die Zeitschrift in Allgemeine deutsche Bürger- und Bauernzeitung umbenannt, ab 1834 firmierte sie als Neue Bürger- und Bauernzeitung.
Ab 1823 gab Fürst mit der Allgemeinen deutschen Garten-Zeitung eine zweite Wochenschrift zunächst mit einer Auflage von 6.000 Exemplaren, heraus. Zielgruppe waren alle am Gartenbau interessierte. In der Zeitschrift wurden neben Gedichten und Romanfortsetzungen vor allem praktisch-anwendbare gartenbauliche Kenntnisse abgedruckt, ferner auch Literaturbesprechungen, Beschreibungen von Mustergärten sowie Berichte über die Entwicklung in Frauendorf.

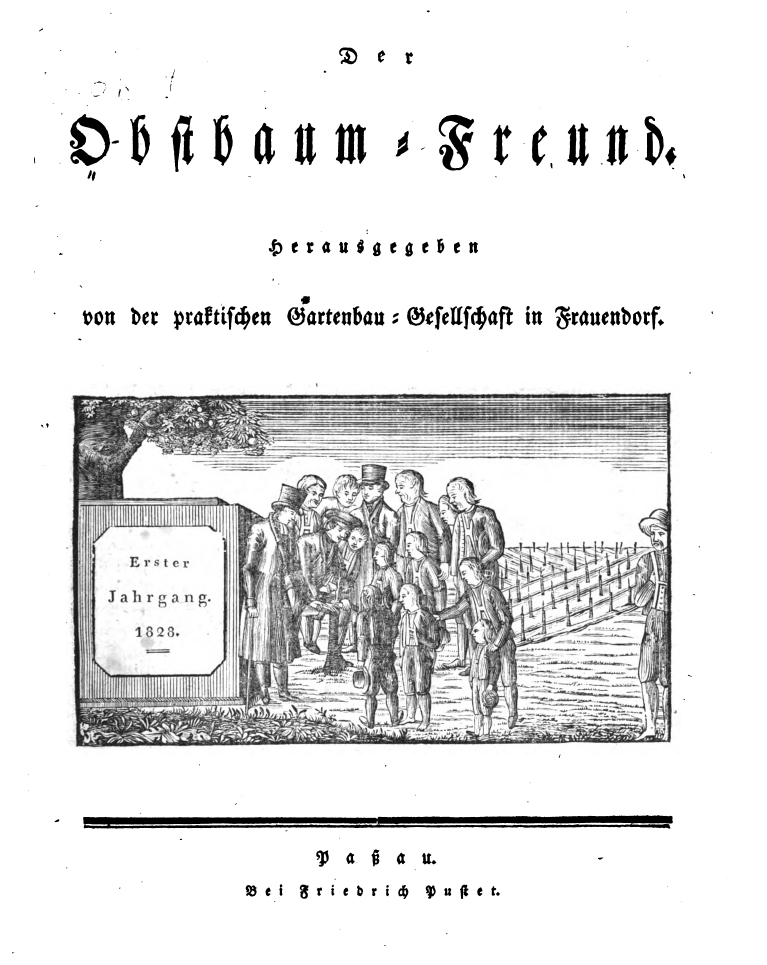
Titelseite der ersten Ausgabe der Zeitschrift Der Obstbaum-Freund (1828)

Auf persönliche Anregung von König Ludwig I. gab er ab 1828 schließlich als dritte Zeitschrift Der Obstbaumfreund heraus. Wie bei der Bauernzeitung betrug der Abonnementspreis 2 Gulden 24 Kreuzer pro Jahr. Die Zeitschrift war besonders zur Unterstützung der Arbeit von Lehrern und Schülern in Schulgärten konzipiert. Das bayerische Innenministerium ließ im April 1828 10.000 kostenlose Probeexemplare an Gemeinden und Schulen verteilen, um die Zeitschrift zu verbreiten und bekanntzumachen. Mit der Genehmigung für die Herausgabe des Obstbaumfreund erhielt Fürst die Erlaubnis zur Anschaffung einer Druckerpresse. Eine allgemeine Buchdruckerkonzession wurde ihm nicht erteilt, so dass er nur die von ihm herausgegebenen Zeitschriften selbst drucken durfte.
Um die sehr zweitaufwendige Arbeit für die Redaktion der drei Zeitschriften zu reduzieren, fasste Fürst sie 1844 zu den Vereinigten Frauendorfer Blättern zusammen.
Fürsts Sohn Eugen übernahm nach dem Tod des Vaters die Redaktion der Vereinigten Frauendorfer Blätter, die bis zum Jahr 1894 erschienen, nach seinem Tod im Jahr 1877 unter der Redaktion seines Sohnes und Johann Fürsts Enkel Willibald Fürst. 1857 gab Eugen Fürst unter dem Titel Frauendorfer Garten-Schatz eine Sammlung der interessantesten Beiträge heraus.

## Ehrungen
- Für seinen gemeinnützig-patriotischen Einsatz wurde ihm 1827 durch König Ludwig I. das goldene Zivil-Verdienst-Ehrenzeichen verliehen.

- Der Braunauer Pomologe Liegel widmete Fürst eine von ihm gefundene Kirschsorte und benannte sie als Fürst's schwarze Septemberkirsche.[19]

- Die Rosenzüchterin Christine Meile benannte eine von ihr im Jahr 1999 gezüchtete Parkrose nach Johann Evangelist Fürst.[20]

- Der Bezirksverband für Gartenbau und Landespflege Niederbayern vergibt seit 2009 jährlich die Johann-Evangelist-Fürst-Medaille an besonders verdiente Mitglieder, um Fürst zu Ehren und um sein Werk nicht in Vergessenheit geraten zu lassen.[21]

## Werke

### Nachlass
Der Nachlass befindet sich, zusammen mit einer Plastik von J.F., im Institut f. Ostbairische Heimatforschung an der Uni Passau.

### Bücher
- Der verständige Bauer Simon Strüf. Eine Familien-Geschichte. Allen Ständen zum Nuzen und Interesse; besonders aber jedem Bauer und Landwirthe in den Jahren zunehmender Theuerung ein Lehr- und Exempel-Buch, worin sonnenklar gezeigt wird, wie der Ertrag des geringsten Gutes in kurzer Zeit außerordentlich erhöht werden kann. F. S. Lerno’sche Schriften, Straubing 1817, in zwei Bänden
  - 2. vermehrte und verbesserte Auflage. 1819.
  - 3. Auflage. 1821/23, ergänzt um einen dritten Band:
  - 4. Auflage
  - 5. Auflage. 1841, ergänzt um einen vierten Band.

- Über die Benüzung unserer Erde als Obst-Baumfeld. Eine Zusammenstellung der wichtigsten Ansichten von der Nothwendigkeit, daß wir auch den Luftraum in Besiz nehmen und kultiviren sollen. Für den baierischen Landmann bearbeitet, mit einem Anhange gemeinnütziger Mittel, alle Arten von Blattläusen auf den jungen Bäumen auszurotten, dann Raupen, Schnecken, Erdflöhe, Maulwürfe, Erdmäuse, Würmer und anderes Ungeziefer aus den Gärten zu vertreiben; die Fliegen und Mücken von den Pferden abzuhalten. München 1817.

- Gründungsgeschichte Frauendorfs mit all seinen Institutionen und Zwecken. Verlag von Friedrich Pustet, Regensburg 1841.
  - Erstes Bändchen
  - Zweites Bändchen: Niederlassung in Frauendorf
  - Drittes Bändchen: Die praktische Gartenbau-Gesellschaft
  - Viertes Bändchen: Katalog der Obstsorten und Gehölzarten

### Zeitschriften (als Herausgeber)
- Bauern-Zeitung aus Frauendorf, 1819–1844, ab 1831 umbenannt in Allgemeine deutsche Bürger- und Bauernzeitung und ab 1834 in Neue Bürger- und Bauernzeitung.
- Allgemeine deutsche Garten-Zeitung, Verlag Friedrich Pustet, 1823–1844
- Obstbaum-Freund, herausgegeben von der praktischen Gartenbau-Gesellschaft in Frauendorf, 1828–1844
- Vereinigte Frauendorfer Blätter, 1844–1893[22]